# Jana Kramer (álbum)
Jana Kramer é o epônimo álbum de estreia da atriz e cantora norte-americana Jana Kramer, lançado em 5 de junho de 2012 pela editora discográfica Elektra Records.

## Lista de faixas
| N.º            | Título                        | Compositor(es)                                 | Duração |  |
| 1.             | "Good Time Coming On"         | Jessi Alexander, Jim Beavers                   | 3:25    |  |
| 2.             | "I Hope It Rains"             | Jerry Flowers, Kelley Lovelace, Rachel Proctor | 3:07    |  |
| 3.             | "Why Ya Wanna"                | Ashley Gorley, Catt Gravitt, Chris DeStefano   | 3:41    |  |
| 4.             | "Goodbye California"          | Jana Kramer, Josh Crosby, Lesley Roy, Gravitt  | 3:58    |  |
| 5.             | "Whiskey"                     | Gravitt, Sam Mizell                            | 3:36    |  |
| 6.             | "Over You by Now"             | Katrina Elam, Troy Verges, Gordie Sampson      | 3:59    |  |
| 7.             | "One of the Boys"             | Ross Copperman, Jon Nite, Kramer               | 2:49    |  |
| 8.             | "What I Love About Your Love" | Skip Black, Brian Dean Maher, Laura Veltz      | 2:58    |  |
| 9.             | "When You're Lonely"          | Lynn Hutton, Tammi Kidd                        | 3:31    |  |
| 10.            | "King of Apology"             | Jennifer Hanson, Mallary Hope, Jennifer Schott | 2:50    |  |
| 11.            | "Good as You Were Bad"        | Hutton, Ashley Ray                             | 3:37    |  |
| Duração total: | Duração total:                | Duração total:                                 | 37:32   |  |

| Amazon e iTunes Store faixa bônus |                   |                                 |         |  |
| N.º                               | Título            | Compositor(es)                  | Duração |  |
| 12.                               | "I Won't Give Up" | Kramer, Kye Fleming, Jess Leary | 3:18    |  |

## Desempenho nas tabelas musicais
| Tabela musical (2012)                     | Melhor posição |
| ----------------------------------------- | -------------- |
| Estados Unidos (Billboard 200)            | 19             |
| Estados Unidos (Billboard Country Albums) | 5              |